# Sill (rivier)

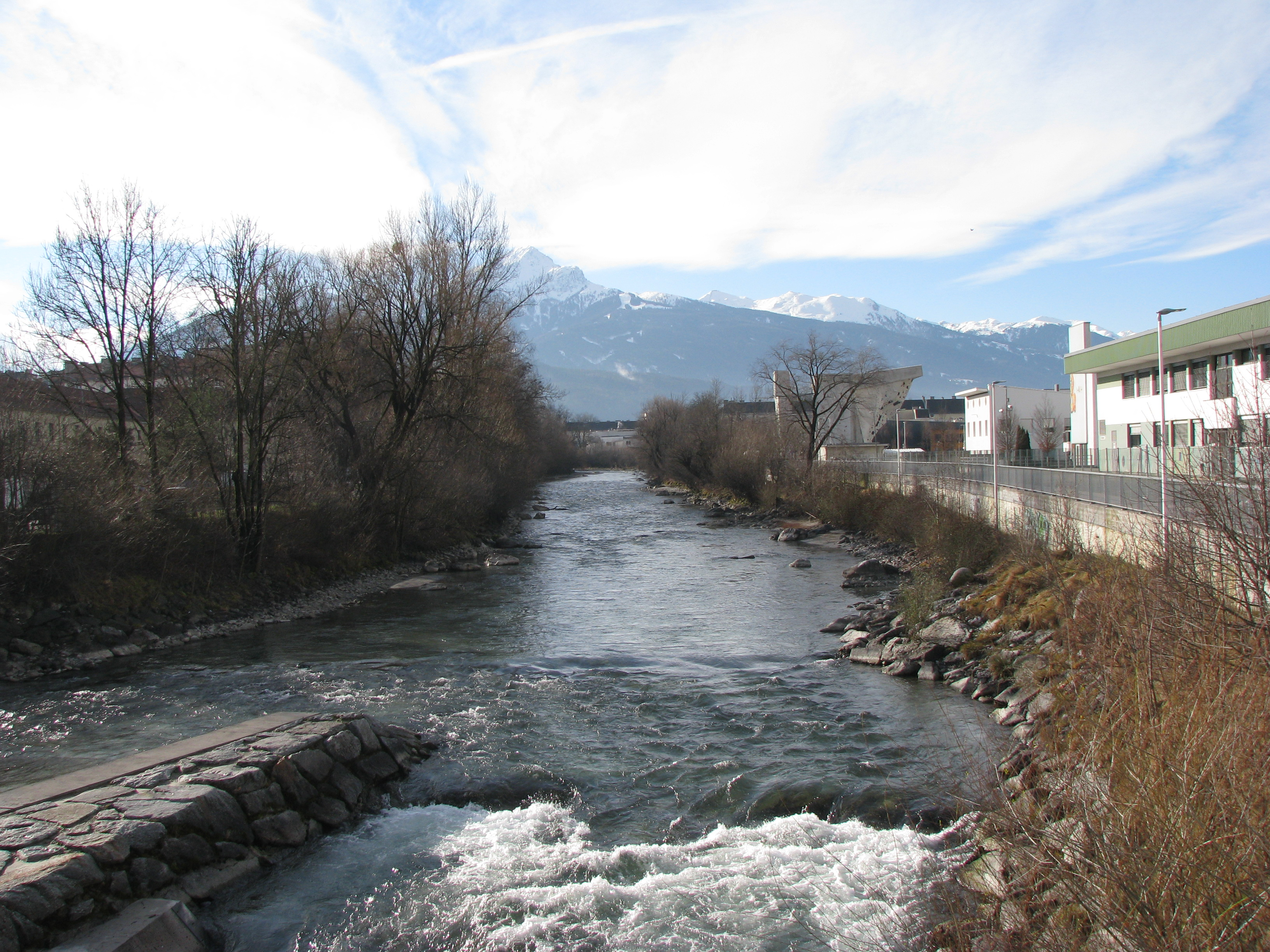
Sill

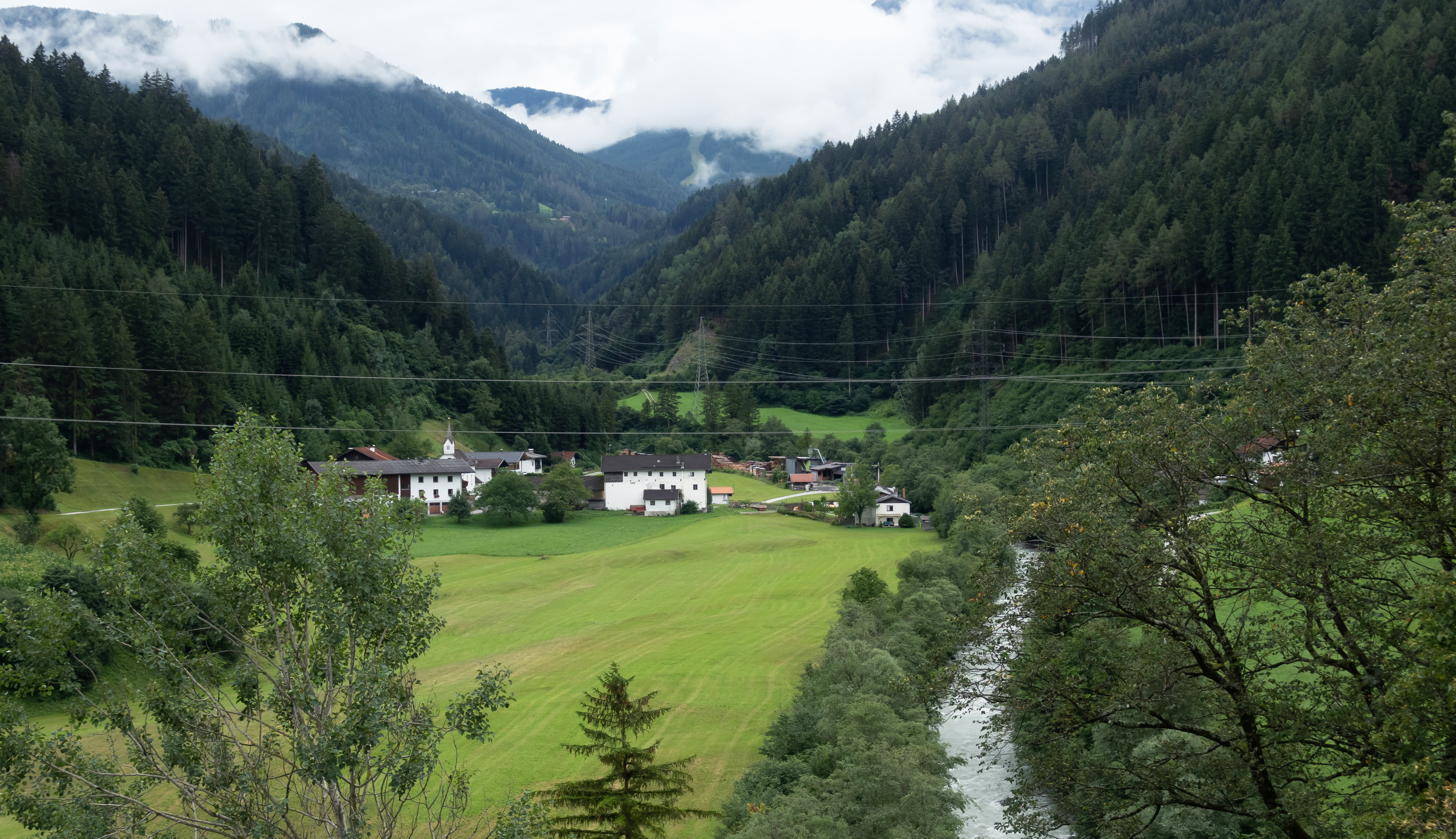
De Sill bij Unterberg

De Sill is een rechterzijrivier van de Inn in de Oostenrijkse deelstaat Tirol. De rivier heeft een lengte van 35 kilometer.
De Sill ontspringt dicht bij de Oostenrijks-Italiaanse grens, ten oosten van de Brennerpas. De rivier stroomt vervolgens door het Noord-Tiroler deel van het Wipptal, onder de Bergisel in de Sillkloof en mondt in het stadgebied van Innsbruck in de Inn uit. Hiervoor is de rivier tevens de gemeenten Gries am Brenner, Steinach am Brenner, Mühlbachl, Matrei am Brenner en Pfons gepasseerd.
Het natuurlijke stroomgebied van de rivier bedraagt 854,4 km², waarvan 31,6 km² vergletsjerd is. Drie waterkrachtcentrales gebruiken de Sill als krachtbron.

## Rechterzijrivieren
- Schmirnbach
- Valser Bach
- Navisbach
- Viggarbach
- Viller Bach

## Linkerzijrivieren
- Seebach
- Gschnitzbach
- Ruetz

- Gemeinsame Normdatei: 4621478-1
- Virtual International Authority File: 236120434